# 서후 (조선)
서후(徐厚, ?~?)는 조선의 문신이다. 본관은 대구, 자는 덕재(德載), 할아버지는 언양현감 서거광(徐居廣), 아버지는 사헌부장령 서팽소(徐彭召)이며, 어머니는 양지(楊沚)의 딸인 안악 양씨(安岳楊氏)이다.

## 생애
서후는 학문이 뛰었고, 훈구파(勳舊派) 문신이다.
1516년(중종 11년)에 의정부, 이조, 예조와 성균관이 합의하여 사유(師儒)에 합당한 인물을 선발할 때, 언관들 중 한 명으로 뽑혔다.
1498년(연산군 4년)에 진사로서 별시문과(別試文科)에 병과로 급제 하였고, 사간원정언(司諫院正言 - 정6품)과 사헌부장령(司憲府掌令 - 정4품) 관직을 지냈다.
갑자사화(甲子士禍)에 연관되어 유배되었고, 중종반정(中宗反正) 후에 재기용되어 사헌부지평(司憲府持平 - 정5품), 사헌부장령(司憲府掌令 - 정4품)과 언관(言官)을 역임하였다. 1521년(중종 16년)에 직제학(直提學 - 정3품)으로 있을 때 편조전(鞭條箭)을 창제했다. 1522년에는 부제학(副提學 - 정3품)이 되고 대사간(大司諫 - 정3품)과 부승지(副承旨 - 정3품)를 역임하였다. 나중에는 아들이 역모혐의로 체포되자 한 때 투옥되었다가 영흥부사(永興府使) 보임되었다. 1528년(중종 23년) 예조참의(禮曹參議 - 정3품) 되고, 1531년(중종 26년) 충주목사(忠州牧使)를 지냈다.
서후는 『군문요람(軍門要覽)』과 『장훈원구(將訓元龜)』 등의 책을 엮였다.

## 가족 관계
- 할아버지: 서거광(徐居廣)
  - 아버지 : 서팽소(徐彭召)
  - 어머니 : 양지의 딸
    - 동생: 서고(徐固)
      - 조카: 서대(徐岱)
      - 조카: 서엄(徐崦)
      - 조카: 서해(徐嶰)

    - 동생: 서구(徐久)
    - 동생: 서포(徐包)